# Economía de los conflictos armados
La economía de los conflictos es el campo de la ciencia económica que «contribuye a la comprensión de los conflictos armados de dos maneras importantes. En primer lugar, aplica el análisis económico a diversas actividades de conflicto, como la guerra, la carrera armamentista y el terrorismo, mostrando cómo pueden entenderse como opciones intencionadas que responden a incentivos subyacentes. En segundo lugar, trata la apropiación como una actividad económica fundamental, que une la producción y el intercambio como medio de adquisición de riqueza.» Además, analiza sus impactos económicos.

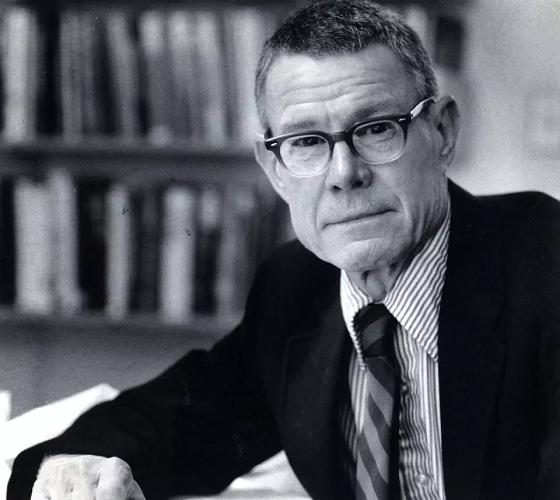
Thomas Schelling, «padre de la Economía de conflictos», Nobel de Economía 2005

Los conflictos brindan oportunidades para aplicar la teoría de juegos que involucra comportamiento estratégico, interacciones e interdependencia entre adversarios.

Conflictos armados.

## Subcampos
- Economía de Genocidios.[6]
- Globalización y conflictos armados.[7]
- Carreras armamentistas y control de armamentos.[8][9][10]
- Política económica de guerra.
- Economía del terrorismo.
- Economía de la paz.
- Estrategia del conflicto.[11]
- Historia económica de la guerra.[12]

## Economistas destacados
- Thomas Schelling (Nobel de Economía, 2005)
- Charles H. Anderton